# 산에 가야 범을 잡지
"산에 가야 범을 잡지"는 1969년 공개된 대한민국의 영화이다.

## 배역
- 김지미
- 구봉서
- 남정임
- 서영춘
- 김희갑
- 장욱제
- 사미자
- 김소은
- 최용순
- 박미영
- 김주오
- 남상숙
- 최향자